# تپه روغنی
تپه روغنی مربوط به مس سنگی- مفرغ- عصر آهن - دوره اشکانیان - سدهٔ ۷ ه.ق است و در شهرستان بروجرد، بخش مرکزی، دهستان شیروان، ۳۰۰ متری شمال غرب روستای گنجینه واقع شده و این اثر در تاریخ ۲۸ اسفند ۱۳۸۵ با شمارهٔ ثبت ۱۸۳۴۵ به‌عنوان یکی از آثار ملی ایران به ثبت رسیده است.